# Heartattack and Vine
Heartattack and Vine — шостий студійний альбом автора-виконавця Тома Вейтса, виданий 1980 року. Останній альбом на Asylum Records, після його виходу Том переходить на Island Records і сам продюсує свої альбоми.

## Про альбом
Heartattack and Vine, альбом та заголовна пісня, отримали свою назву від вулиці Hollywood and Vine в Голлівуді. З альбомом пов'язаний відомий судовий процес: пісня «Heartattack and Vine» у виконанні Скрімін Джей Хокінса була використана в комерційній рекламі Levi Strauss & Co. без дозволу Вейтса, який подав до суду на компанію та переміг. Інші відомі пісні з альбому: «Jersey Girl» і «Ruby's Arms». Перша — сама романтична пісня Тома, її він написав разом зі своєю майбутньою дружиною Кетлін Бреннан, яка родом з Нью-Джерсі. На «Jersey Girl» записав кавер Брюс Спрінгстін і, одного разу, заспівав її на сцені разом із самим Вейтсом. Друга була використана знаменитим режисером Жаном-Люком Годаром у фільмі «Ім'я: Кармен». Альбом був надзвичайно успішний в Billboard 200, поки 1999 року не вийшов Mule Variations, ще більш вдалий.

## Список композицій
Перша сторона:
| #  | Назва                       | Тривалість |
| -- | --------------------------- | ---------- |
| 1. | «Heartattack and Vine»      | 4:50       |
| 2. | «In Shades»                 | 4:25       |
| 3. | «Saving all My Love for Yo» | 3:41       |
| 4. | «Downtown»                  | 4:45       |
| 5. | «Jersey Girl»               | 5:11       |

Друга сторона:
| #  | Назва                    | Тривалість |
| -- | ------------------------ | ---------- |
| 1. | «Til the Money Runs Out» | 4:25       |
| 2. | «On the Nickel»          | 6:19       |
| 3. | «Mr. Siegal»             | 5:14       |
| 4. | «Ruby's Arms»            | 5:34       |

## Учасники запису
- Том Вейтс — вокал, фортепіано, електрогітара
- Ронні Баррон — орган Хаммонда, піаніно
- Роланд Ботіста — електрогітара, дванадцятиструнна гітара
- Грег Коен — бас-гітара
- Віктор Фелдман — ударні, дзвони, дзвіночки
- Джим Хьюхарт — бас-гітара
- Плас Джонсон — тенор-саксофон, баритон-саксофон
- Майкл Ланг — піаніно
- Ларрі Тейлор — бас-гітара
- «Великий Джон» Томассі — барабани
- Боб Алківар — аранжувальник, диригент
- Джеррі Єстер — аранжувальник, диригент